# العلاقات الإسرائيلية البولندية
العلاقات الإسرائيلية البولندية هي العلاقات الثنائية التي تجمع بين إسرائيل وبولندا.

## مقارنة بين البلدين
هذه مقارنة عامة ومرجعية للدولتين:
| وجه المقارنة                                              | إسرائيل                                                             | بولندا                                                                             |
| --------------------------------------------------------- | ------------------------------------------------------------------- | ---------------------------------------------------------------------------------- |
| المساحة (كم2)                                             | 20.77 ألف                                                           | 312.68 ألف                                                                         |
| عدد السكان (نسمة)                                         | 8.89 مليون                                                          | 38.43 مليون                                                                        |
| الكثافة السكانية (ن./كم²)                                 | 428.02                                                              | 122.91                                                                             |
| العاصمة                                                   | القدس                                                               | وارسو                                                                              |
| اللغة الرسمية                                             | اللغة العبرية، اللغة العربية                                        | اللغة البولندية                                                                    |
| العملة                                                    | شيكل إسرائيلي جديد، شيكل إسرائيلي قديم، جنيه فلسطيني، جنيه إسرائيلي | زلوتي بولندي                                                                       |
| الناتج المحلي الإجمالي (بليون دولار)                      | 350.85 مليار                                                        | 524.51 مليار                                                                       |
| الناتج المحلي الإجمالي (تعادل القوة الشرائية) بليون دولار | 306.51 مليار                                                        | 1.02 تريليون                                                                       |
| الناتج المحلي الإجمالي الاسمي للفرد دولار أمريكي          | 35.73 ألف                                                           | 12.55 ألف                                                                          |
| الناتج المحلي الإجمالي للفرد دولار أمريكي                 | 36.58 ألف                                                           | 26.14 ألف                                                                          |
| مؤشر التنمية البشرية                                      | 0.899                                                               | 0.843                                                                              |
| رمز المكالمات الدولي                                      | +972                                                                | +48                                                                                |
| رمز الإنترنت                                              | .il                                                                 | .pl                                                                                |
| المنطقة الزمنية                                           | توقيت إسرائيل، Israel Summer Time ‏                                  | توقيت وسط أوروبا، ت ع م+01:00، ت ع م+02:00، أوروبا/وارسو ‏، توقيت وسط أوروبا الصيفي |

## مدن متوأمة
في ما يلي قائمة باتفاقيات التوأمة بين مدن إسرائيلية وبولندية:
- ترتبط جفعات شموئيل مع Gołdap [الإنجليزية]‏ باتفاقية توأمة.
- ترتبط الناصرة مع تشيستوخوفا باتفاقية توأمة منذ 1992.
- ترتبط رمات غان مع فروتسواف باتفاقية توأمة.
- ترتبط عكا مع بييلسكو فيالا باتفاقية توأمة منذ 16 مايو 2011.[16][16][16][17]
- ترتبط رعنانا مع بوزنان باتفاقية توأمة.
- ترتبط نتانيا مع نوفي سونتس باتفاقية توأمة منذ 1980.
- ترتبط Lev HaSharon Regional Council [الإنجليزية]‏ مع مدينة تكيف باتفاقية توأمة منذ 1979.
- ترتبط بات يام مع Kutno [الإنجليزية]‏ باتفاقية توأمة.
- ترتبط الرملة مع كيلسي باتفاقية توأمة منذ 17 نوفمبر 2003.[18][18]
- ترتبط تل أبيب مع وارسو باتفاقية توأمة منذ 1980.[19][19][19][19]
- ترتبط عسقلان مع سوبوت باتفاقية توأمة.
- ترتبط العفولة مع بيلجوراج [الإنجليزية]‏ باتفاقية توأمة منذ 3 أغسطس 1994.[20][20]
- ترتبط ريشون لتسيون مع لوبلين باتفاقية توأمة منذ 1986.

## منظمات دولية مشتركة
يشترك البلدان في عضوية مجموعة من المنظمات الدولية، منها:
| علم المنظمة | اسم المنظمة                        | تاريخ انضمام إسرائيل | تاريخ انضمام بولندا |
| ----------- | ---------------------------------- | -------------------- | ------------------- |
|             | مؤسسة التنمية الدولية              | 22 ديسمبر 1960       | 28 أكتوبر 1960      |
|             | منظمة التعاون الاقتصادي والتنمية   | 7 سبتمبر 2010        | 22 نوفمبر 1996      |
|             | الأمم المتحدة                      | 11 مايو 1949         | 24 أكتوبر 1945      |
|             | منظمة التجارة العالمية             | 21 أبريل 1995        | 1 يوليو 1995        |
|             | منظمة الشرطة الجنائية الدولية      | ?                    | ?                   |
|             | الاتحاد الدولي للاتصالات           | 24 يونيو 1948        | 1921                |
|             | الفريق المعني برصد الأرض           | ?                    | ?                   |
|             | البنك الدولي للإنشاء والتعمير      | 12 يوليو 1954        | 27 يونيو 1986       |
|             | الاتحاد البريدي العالمي            | ?                    | 1 مايو 1919         |
|             | مؤسسة التمويل الدولية              | 26 سبتمبر 1956       | 29 ديسمبر 1987      |
|             | وكالة ضمان الاستثمار متعدد الأطراف | 21 مايو 1992         | 29 يونيو 1990       |
|             | يونسكو                             | 16 سبتمبر 1949       | 6 نوفمبر 1946       |

## أعلام
هذه قائمة لبعض الشخصيات التي تربطها علاقات بالبلدين:
- إسحاق بيرلمان (31 أغسطس 1945[27][28][29] – )
- إنبار لافي (27 أكتوبر 1986 – )
- بار رفائيلي (4 يونيو 1985[30] – )
- بنيامين نتانياهو (رئيس وزراء إسرائيل، 21 أكتوبر 1949[31][32] – )
- تومر حيمد (لاعب كرة قدم إسرائيلي، 2 مايو 1987 – )
- غال غادوت (ممثلة وعارضة أزياء إسرائيلية، 30 أبريل 1985 – )
- نفتالي بنت (سياسي إسرائيلي، 25 مارس 1972 – )

## وصلات خارجية
- موقع وزارة الخارجية الإسرائيلية
- موقع وزارة الخارجية البولندية